# Mandarino tardivo di Ciaculli
Il cosiddetto mandarino tardivo di Ciaculli, altrimenti detto marzuddu, ovvero con maturazione in Marzo in contrapposizione alla varietà del primintivu, ovvero precoce, deve il suo nome alla frazione di Palermo appunto Ciaculli, in cui viene coltivato. Esso è un prodotto inserito fra i presidii Arca del Gusto di Slow Food ed il termine tardivo sta ad indicare che la sua produzione avviene in ritardo rispetto a quella degli altri agrumi congeneri. Il frutto è una varietà endemica e non è realizzato da innesti o da operazioni di ingegneria genetica. Possiede un forte aroma, un elevato contenuto zuccherino ed ha la buccia molto sottile. La produzione è limitata a circa 200 ettari facenti capo a piccoli proprietari riuniti in un consorzio. Caratteristiche esteriori visibili, che lo rendono facilmente riconoscibile, sono la forma leggermente schiacciata e la superficie della buccia liscia, poco rugosa.